# Sozialgericht Frankfurt am Main

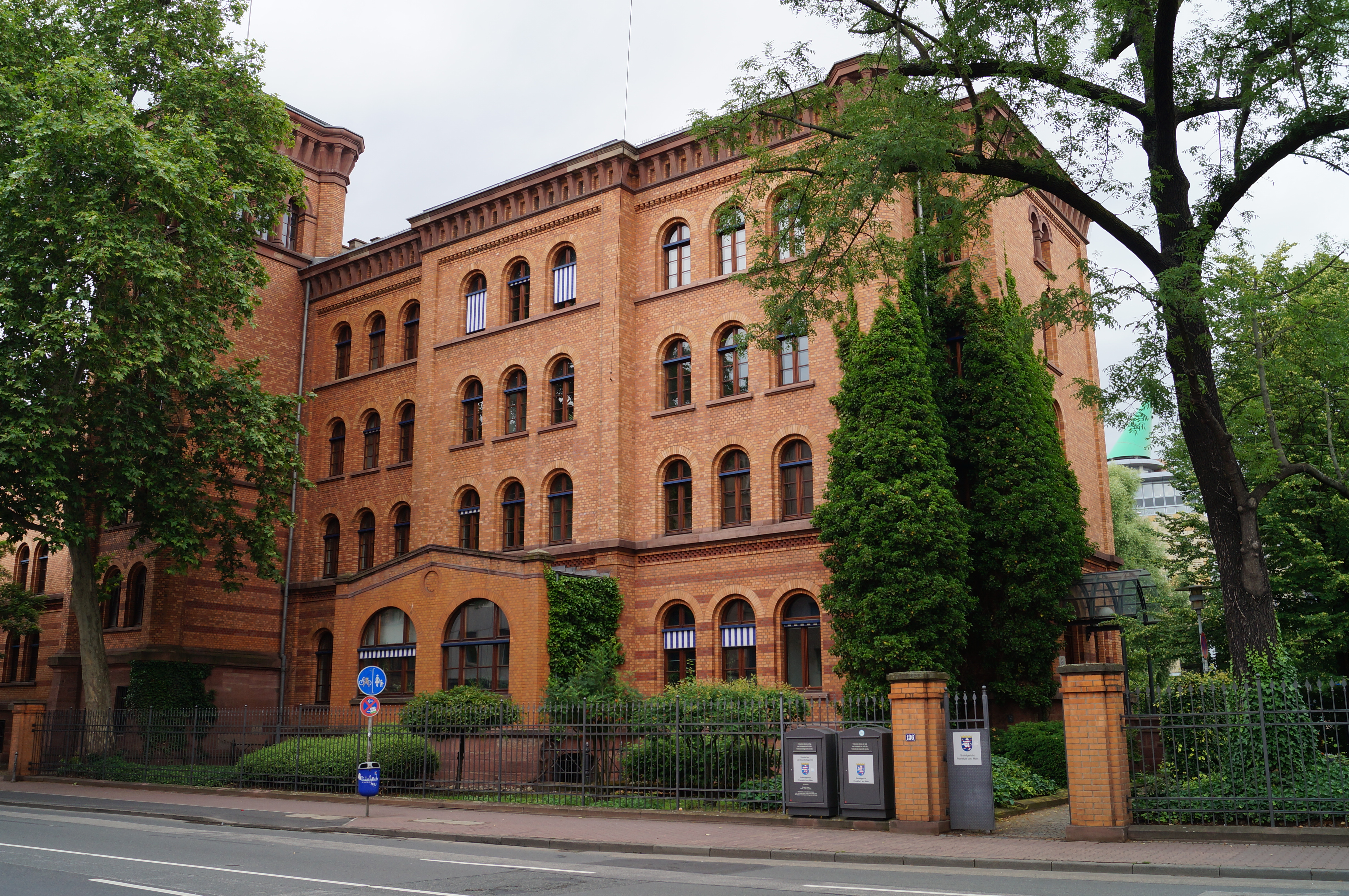
Das Sozialgericht Frankfurt am Main in Frankfurt-Gutleutviertel

Das Sozialgericht Frankfurt am Main ist ein Gericht der Sozialgerichtsbarkeit. Das Gericht ist eines von sieben Sozialgerichten in Hessen und hat seinen Sitz in Frankfurt.

## Gerichtsgebäude
In der Gutleutstraße 136 befindet sich das Gerichtsgebäude des Sozialgerichts Frankfurt. Bis 2009 war das Gericht in der Adickesallee 36 untergebracht.

## Gerichtsbezirk und übergeordnete Gerichte
Das Sozialgericht Frankfurt ist örtlich für die kreisfreie Stadt Frankfurt, den Hochtaunuskreis sowie den Main-Kinzig-Kreis zuständig. Die sachliche Zuständigkeit ergibt sich aus dem Sozialgerichtsgesetz.
Auf Landesebene ist das Hessische Landessozialgericht das übergeordnete Gericht. Diesem ist wiederum das Bundessozialgericht, in Kassel angesiedelt, übergeordnet.